# Dorfkirche Kirch Rosin

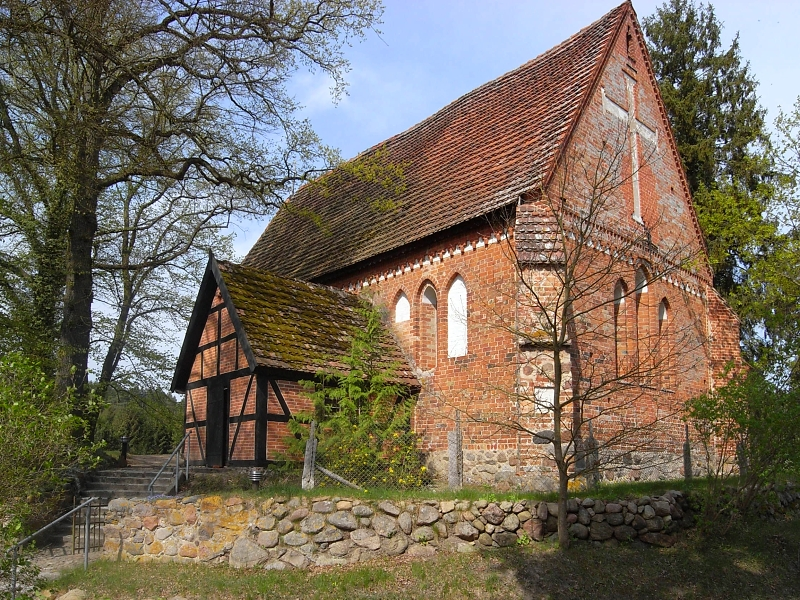
Dorfkirche Kirch Rosin

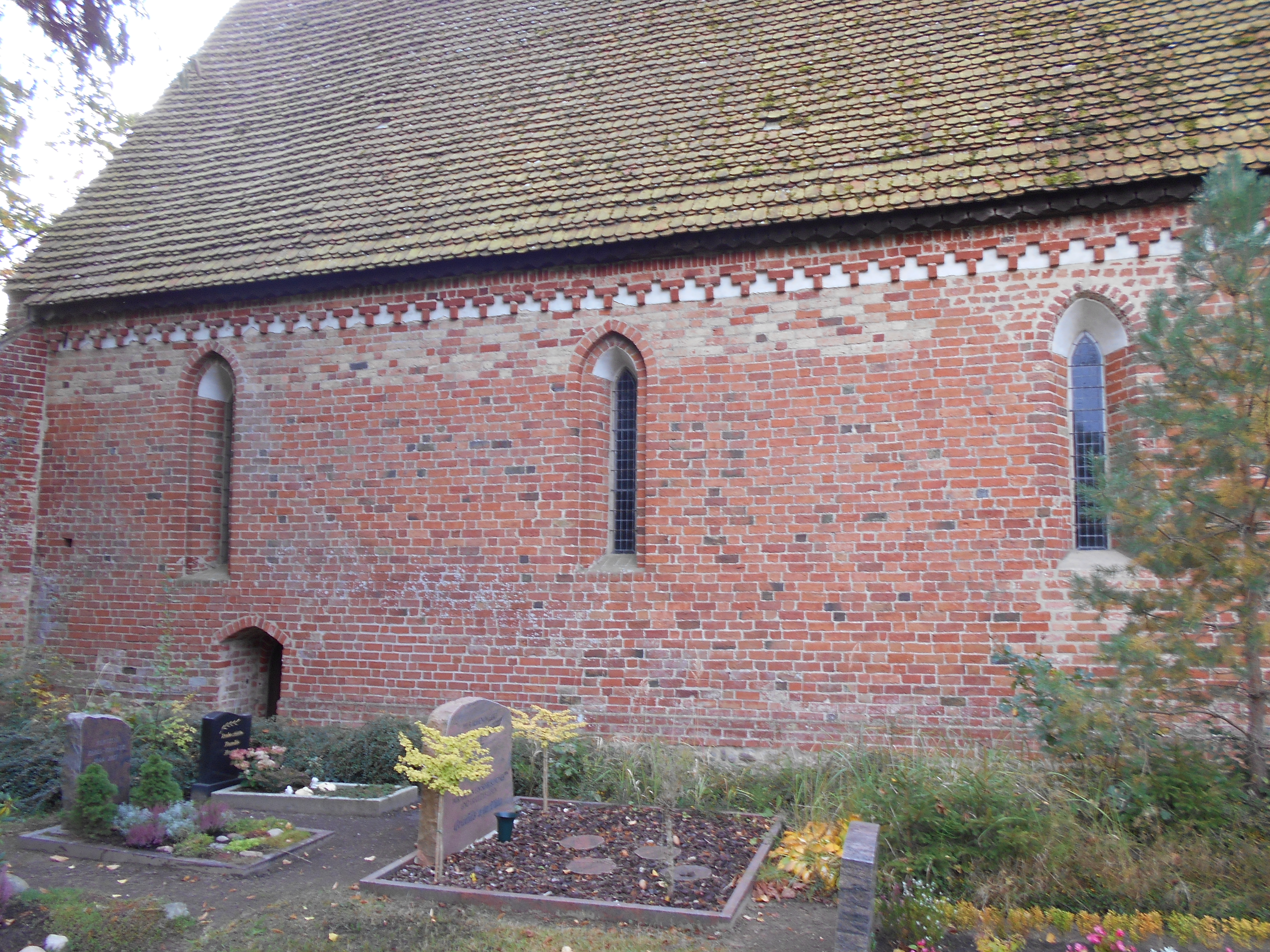
Nordseite

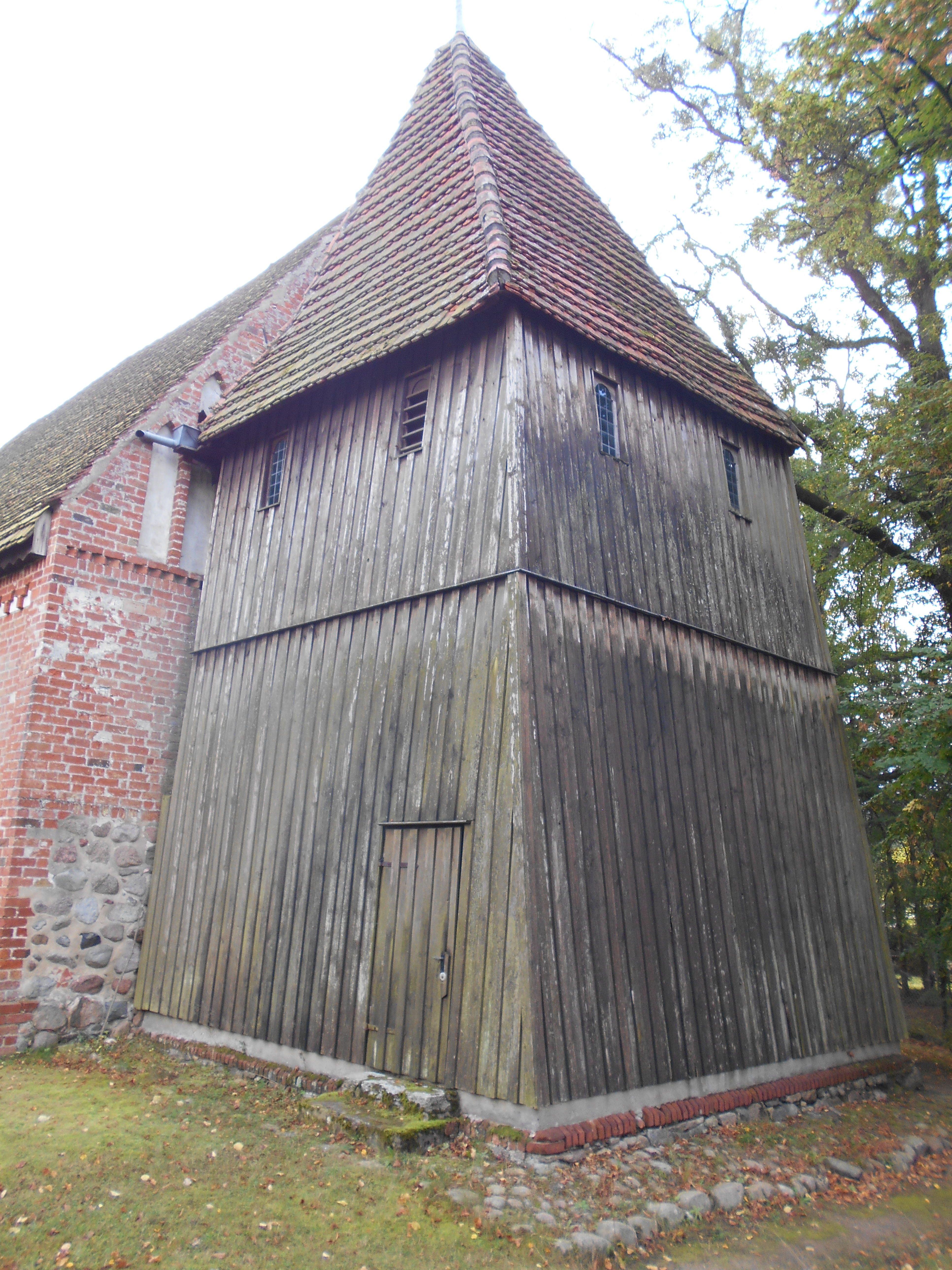
Hölzerner Westturm

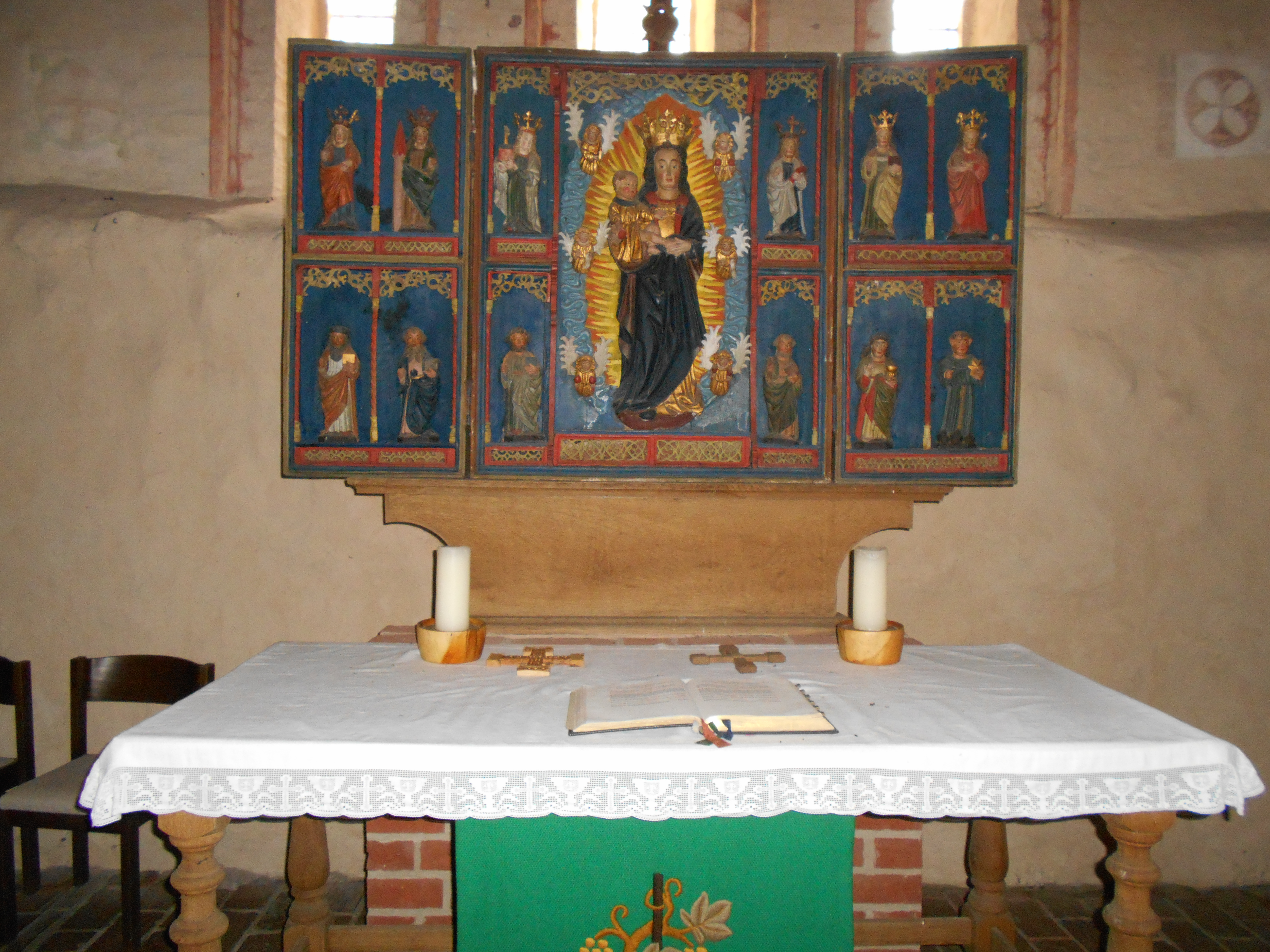
Flügelaltar

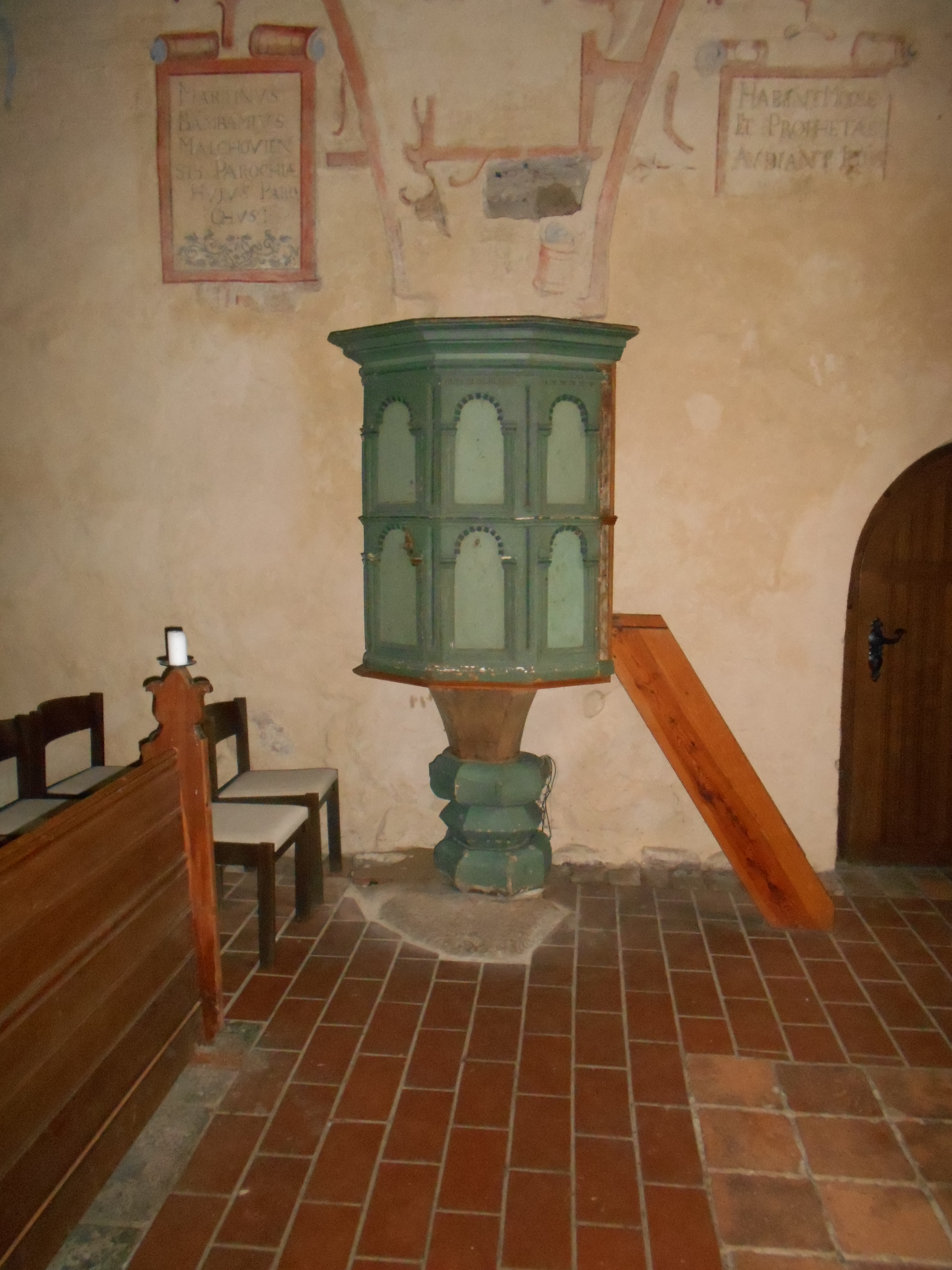
Kanzel

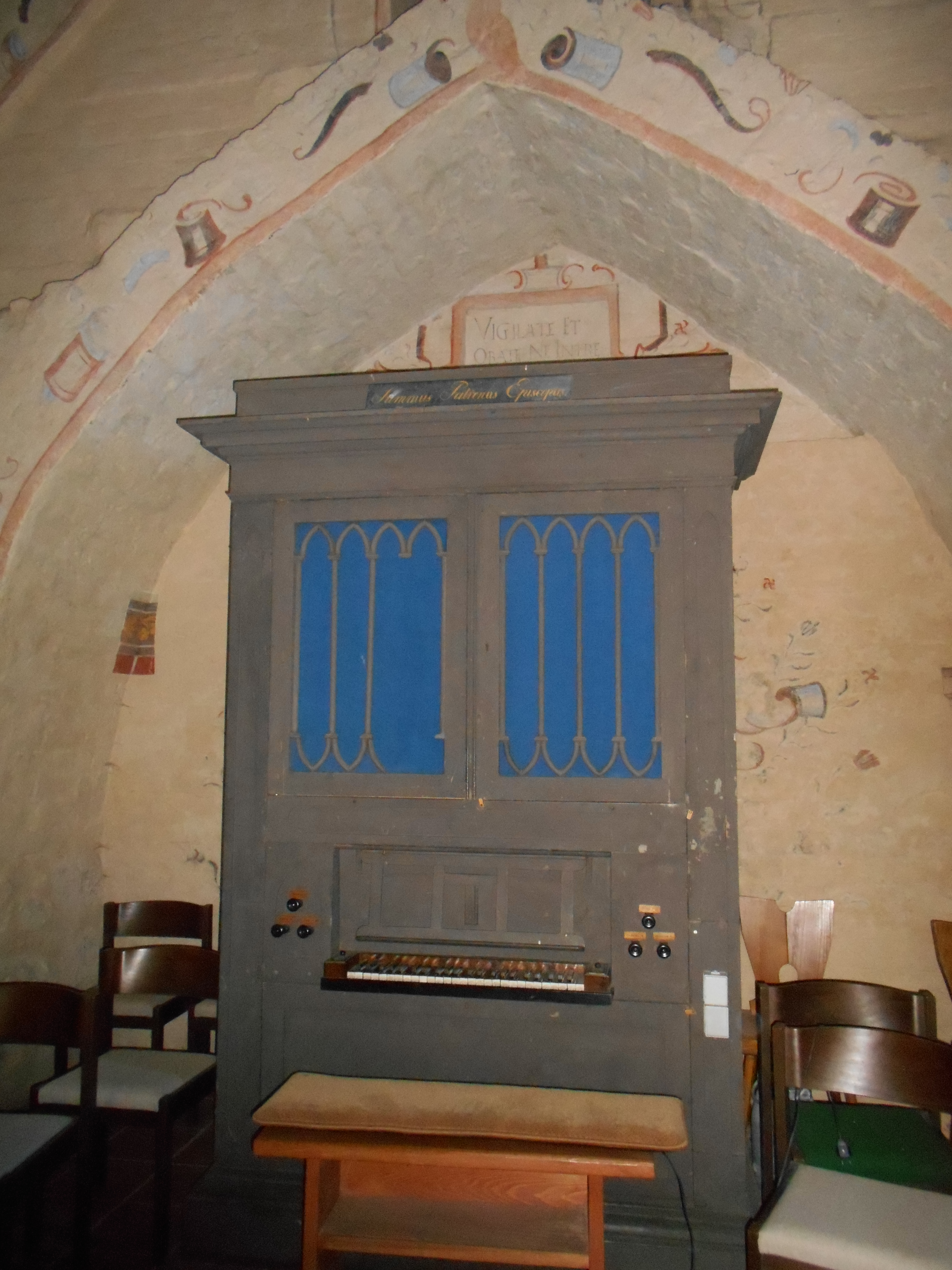
Schrankorgel

Die evangelische Dorfkirche Kirch Rosin ist eine frühe Saalkirche der Backsteingotik im Ortsteil Kirch Rosin von Mühl Rosin im Landkreis Rostock in Mecklenburg-Vorpommern. Sie gehört zur Kirchengemeinde Lohmen in der Propstei Rostock der Evangelisch-Lutherischen Kirche in Norddeutschland (Nordkirche).

## Geschichte
Das an der Grenze der Güstrower Feldmark gelegene Rosin wurde am 1. November 1228 erstmals urkundlich erwähnt. Schon am 1. Juni 1229 verliehen Nicolaus von Werle und Heinrich als Fürsten von Rostock dem Zisterzienserkloster Michaelstein im Bistum Halberstadt die Güter in der Einöde des Dorfes Rosin und bestimmten deren Grenzen. Das Dorf Kirch Rosin war Sitz der Verwaltung des auswärtigen Klosters Michaelstein, in dem auch ein Hofmeister und Pfarrer wohnten.
Konrad als Bischof vom Bistum Cammin verlieh dem Kloster Michaelstein 1233 die Zehnten von den Gütern Rosin. Die Schenkungen umfassten die Güter, welche Kirchen-Rosin und Mühlen-Rosin hießen.
Im Jahr 1433 gingen der Hof Rosin, das Dorf Kirch Rosin mit einer Korn- und Walkmühle sowie einem Haus mit Hof in der Stadt Güstrow am Ziegenmarkt an das Kloster Doberan über.
Das Doberaner Kloster behielt diese Güter bis zu seiner Auflösung 1552. Von den Gebäuden des Klosterhofes zu Rosin ist keine Spur mehr vorhanden, nur das Erbpachtgehöft Nr. 1., der ehemalige Hof Rosin, der an einem See liegt und an der übrigen Seite von einer Sumpfwiese umgeben ist, in welchem noch Spuren von einem Graben erkennbar sind. Danach gehörten die Güter zum landesherrlichen Domanium.

## Baubeschreibung

### Äußeres
Die Dorfkirche ist eine Saalkirche mit rechteckigem Grundriss aus Backstein und geht auf die Zeit um 1270/80 zurück. An der Ostwand befinden sich unter dem Blendengiebel mit dem Kreuz und den Schmuckfriesen mittig eine Dreifenstergruppe mit schmalen Spitzbogenfenstern und Blenden an den Längsseiten. Als dekoratives Horizontalband befinden sich im Gesimsbereich umlaufend ein Zahnfries als Deutsches Band und darunter ein Spitzbogenfries. Im Süden ist ein Spitzbogenportal mit gekapptem Blendengiebel angeordnet. Auf mehrfache Planwechsel deuten das zugesetzte Westportal, die beiden nachträglich angesetzten und abgetreppten Stützpfeiler und Schildbögen einer anfangs nicht vorgesehenen und nicht ausgeführten Wölbung in zwei Jochen.
Der erste hölzerne Turm soll 1690 errichtet worden sein, doch schon für die älteste Glocke aus dem Jahre 1450 hatte es einen hölzernen Glockenstuhl gegeben.

### Inneres
Der Innenraum macht durch die leicht hervortretenden Blendarkaden die ursprünglich geplante Einwölbung mit den drei Jochen deutlich.
Bei den umfangreichen Restaurierungsarbeiten in den Jahren 1987–1989 wurde auch das hölzerne Tonnengewölbe wiederhergestellt. Während der Restaurierung wurden auch Reste schlichter Wandmalereien der Spätrenaissance von 1620 bis 1630 freigelegt. Neben Roll- und Rankenwerken, Ornamenten und zahlreichen Inschriften sind auch vier alttestamentliche Propheten, Mose und Nathan, Jesaia und Jeremia dargestellt. Die heute sichtbare Ausmalung entstand wohl zu der Zeit des ehemaligen Schullehrers und Pastors Martin Bambam und als der Güstrower Herzog Johann Albrecht Patron der Kirche war. Er hatte um 1620 bedeutende holländische und italienische Künstler am Hof, von denen die Entwürfe der Figuren stammen könnten.
In der Ostwand ist eine Sakramentsnische und in der Nordwand ein alter Eucharistie-Schrank mit Holztür und Eisengitter eingelassen.

#### Altar
Das Hauptstück der Ausstattung ist der zweiflügelige Schnitzaltar vom Ende des 15./ Anfang des 16. Jahrhunderts, der im Schrein eine apokalyptische Madonna und zwölf Heilige in zwei auf den Flügeln fortgesetzten Reihen übereinander zeigt. Die umgebenden Heiligen wurden im 19. Jahrhundert umgestellt. Zu erkennen sind noch folgende Heilige: Barbara mit Turm, Gertrud mit Hospital, Katharina mit Rad, Apostel Johannes mit Kelch, Elisabeth mit Korb, Petrus mit Schlüssel, Matthias mit Beil und Nikolaus von Tolentino. Das bekrönende Kruzifix stammt aus der zweiten Hälfte des 14. Jahrhunderts.
Das schmiedeeiserne Taufbecken wurde 1818 von August Niens geschaffen. Die Inschrift lautet: „VERFERTIGT VO AN.NINS.HOFF. SCHMIED ZU. LUDWIGSLUST. UND. GESCHENT. GEWORDEN. 1818 LUC CAZV. 14.“ Die kleine, schmucklose und recht niedrige Kanzel mit einem derben Kanzelfuß findet kaum Erwähnung.

#### Orgel
Die Orgel ist eine seltene Schrankorgel mit sechs Registern auf einem Manual ohne Pedal von Heinrich Rasche aus dem Jahr 1839. 1980 wurde sie durch den Plauer Orgelbaumeister Wolfgang Nußbücker repariert und in der katholischen Kirche in Neubrandenburg aufgestellt. 1989 kam sie zurück und steht nun an der Westseite in einer Spitzbogennische.

#### Glocken

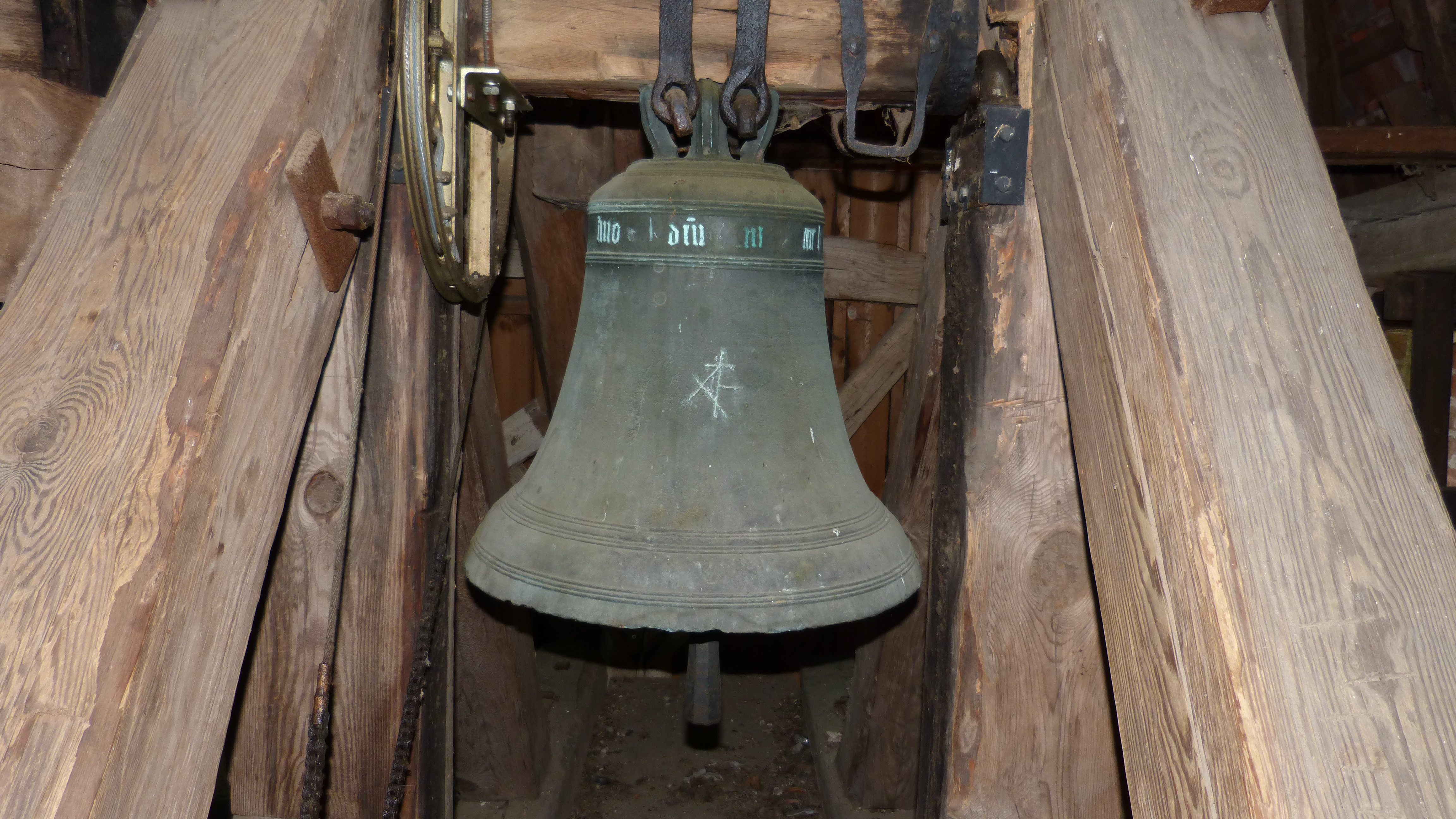
Glocke von 1450 mit Gießerzeichen des Clawes Duncker.

Friedrich Schlie erwähnt 1901 statt des Thurmes ein hölzerner Glockenstuhl, welcher drei Glocken mit den Durchmessern 0,79 m, 0,60 m und 0,31 m trug. Die größte hatte die Inschrift in gotischen Majuskeln: + SANCTA • ᙢARIA • ORA • P • NOBIS • + A ᙢ +. Laut der Majuskelinschrift könnte sie wahrscheinlich dem 14. Jahrhundert zugeordnet werden. Doch muss sie wohl im Zweiten Weltkrieg abgegangen sein, denn heute befindet sich an ihrer Stelle eine ursprünglich aus Cammin stammende Glocke von 1880 (Dm 80,2 cm), welche 1957 der Kirche zu Kirch Rosin übergeben wurde und die Inschriften in Minuskeln trägt:
Selig sind, die Gottes Wort hören und bewahren. Evang. Lucas. 11, v. 28.
Wohl denen, die in deinem Hause wohnen die loben dich immerdar. Sela Psalm 84, v. 5.
Gegossen von Ed. Albrecht in Wismar 1880.
Die zweite Glocke (Dm 0,60 m) durfte glücklicherweise bis heute im Turm verbleiben und trägt in ziemlich unscharfen Minuskeln die Inschrift: Ave maria ano dni m cccc l. Auf der Flanke befindet sich zudem noch das Gießerzeichen des Clawes Duncker.

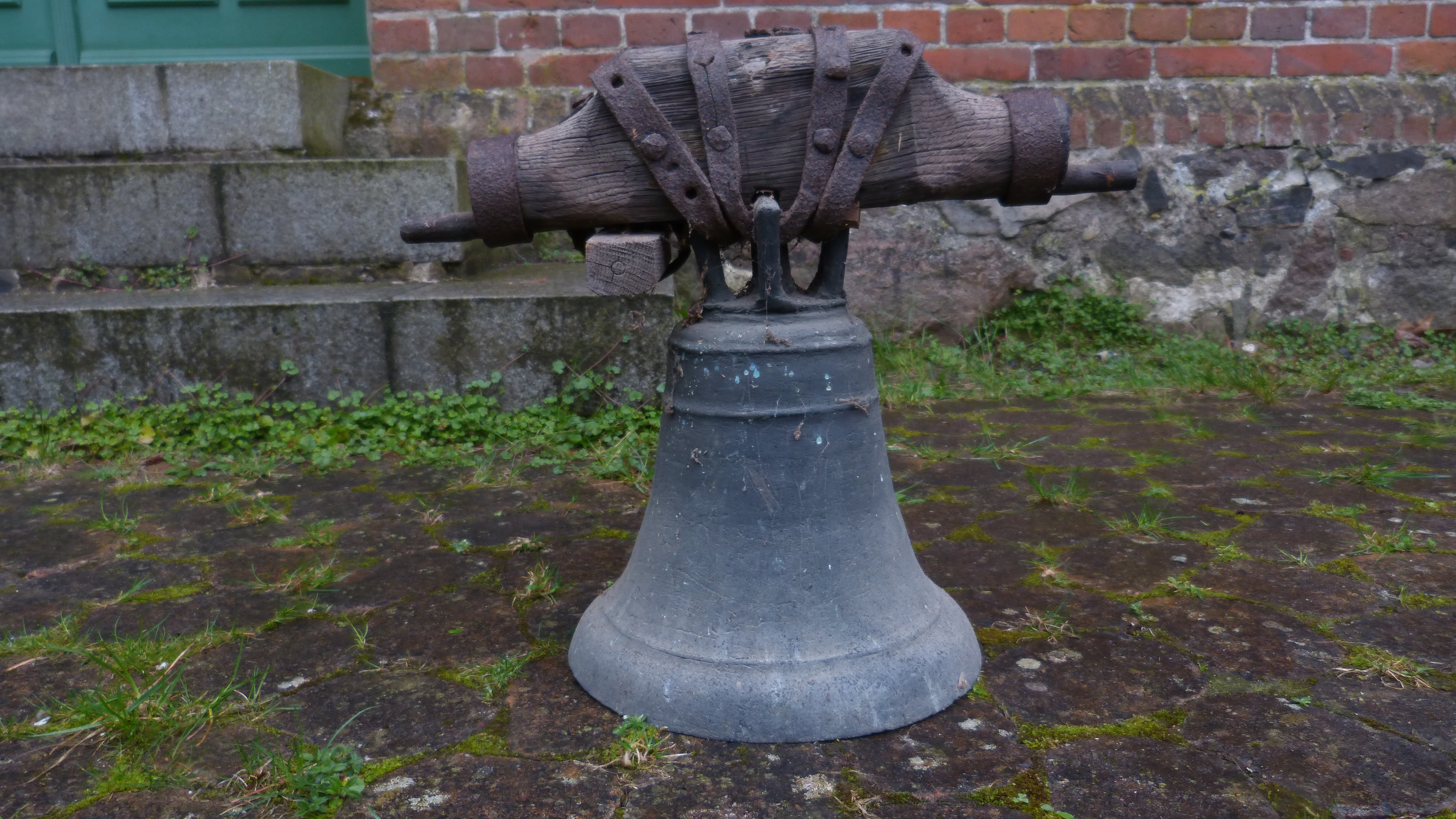
Betglocke vor dem Pfarrhaus zu Lohmen. 14. Jhdt.

Die dritte Glocke, welche einen Durchmesser von nur 26 cm (lt. Schlie 31 cm) beträgt, hing ursprünglich in einer Giebelöffnung am Ostgiebel der Kirche und befindet sich zurzeit im Lohmener Pfarrhaus, abgestellt. Sie trägt keine Inschriften, kann aber tatsächlich schon dem Anfang des 14. Jahrhunderts zugeordnet werden.
Schlie erwähnt außerdem noch eine weitere Glocke, wohl von bedeutender Größe, welche zu Anfang des 19. Jahrhunderts der katholischen Kirche (Ss. Helena und Andreas) in Ludwigslust übergeben wurde. Verglichen mit den Glocken der dortigen Kirche, müsste es sich bei dieser wohl um ein 1435 gegossenes Instrument mit einem Durchmesser von 0,94 m handeln, welches zu einem nicht bekannten Zeitpunkt im 19. Jahrhundert dieser Kirche übergeben worden ist.

## Heutige Kirchengemeinde
Die Kirchengemeinde Kirch Rosin gehört mit ihrer Kirche zur Kirchengemeinde Lohmen mit den Ortsteilen Altenhagen, Badendiek mit Kirche, Bellin mit Kirche, Bölkow, Braunsberg, Ganschow, Garden, Gerdshagen, Groß Breesen, Groß Upahl mit Kirche, Hägerfelde, Hohen Tutow, Karcheez mit Kirche, Klein Breesen, Klein Uphal, Klueß, Koitendorf, Lähnwitz, Lohmen mit Kirche, Marienhof, Mühlengeez, Mühl Rosin, Neuhof, Nienhagen, Oldenstorf, Prüzen, Reimershagen, Rothbeck, Rum Kogel, Schönwolde, Suckwitz und Zehna mit Kirche.

## Pastoren
Namen und Jahreszahlen bezeichnen die nachweisbare Erwähnung als Pastor.
- erwähnt 1433 Pleban Johannes von Goslar
- 1541–1552 Jakob Vicke
- erwähnt 1552 Dinnies Lenthe
- 1584 gibt es keinen eigenen Pfarrer mehr, die Kirche ist mit Badendiek verbunden.
- 1585–1597 Andreas Ebel
- 1597–1605 Theodorich Gerkens
- 1606–1633 Martin Bambach (Martinus Bambam) aus Malchow, war vorher Schulmeister
- 1634–1638 Johann Cordes aus Güstrow
- 1639–1675 Nicolaus Algim aus Goldberg
- 1676–1709 Daniel Livonius I. (Levonius)
- 1709–1739 Daniel Livonius II. (Levonius)
- 1741–1775 Joachim Prüßing
- 1776–1791 Zacharias Dietrich Susemihl
- 1792–1832 Johann Detlov Conrad Passow
- 1833–1833 Friedrich Eduard Krümling, nur 5 Monate
- 1834–1843 Ludwig Johann Georg Susemihl, Sohn vom Vorvorvorgänger
- 1844–1853 Carl Friedrich Johann Marggraf
- 1854–1883 Dr. Franz Gustav Moritz Unbehagen aus Wismar
- 1883–1907 Heinrich Paul Friedrich Erdmann
- 1907–1925 Heinrich August Herrmann Louis Adolf Weißenborn aus Waren (Müritz)
- 1926–1927 Bruno Meyer
- 1928–1933 Walther Schultz 1933 Landesbischof und Landeskirchenführer von Mecklenburg, 1945 Rücktritt, 1948 a. d. Dienst entlassen.[16]
- 1934–1956 Heinz Taetow
- 1956–1959 Heinz Gaevert
- 1961–1996 Fritz Neubauer
- 2015 aktuell Jonas Görlich in Lohmen

### Gedruckte Quellen
- Mecklenburgisches Urkundenbuch (MUB)
- Mecklenburgischer Jahrbücher (MJB)

### Ungedruckte Quellen
Landeshauptarchiv Schwerin (LHAS)
- LHAS 5.12-7/1 Mecklenburg-Schwerinsches Ministerium für Unterricht, Kunst, geistliche und Medizinalangelegenheiten.

Nr. 4412 Küsterstelle für die Kirchen zu Badendiek und Rosin.
Landeskirchliches Archiv Schwerin (LKAS)
- LKAS, OKR Schwerin, Specialia, Abt. 1. Kirch Rosin